# Oflag II C Woldenberg

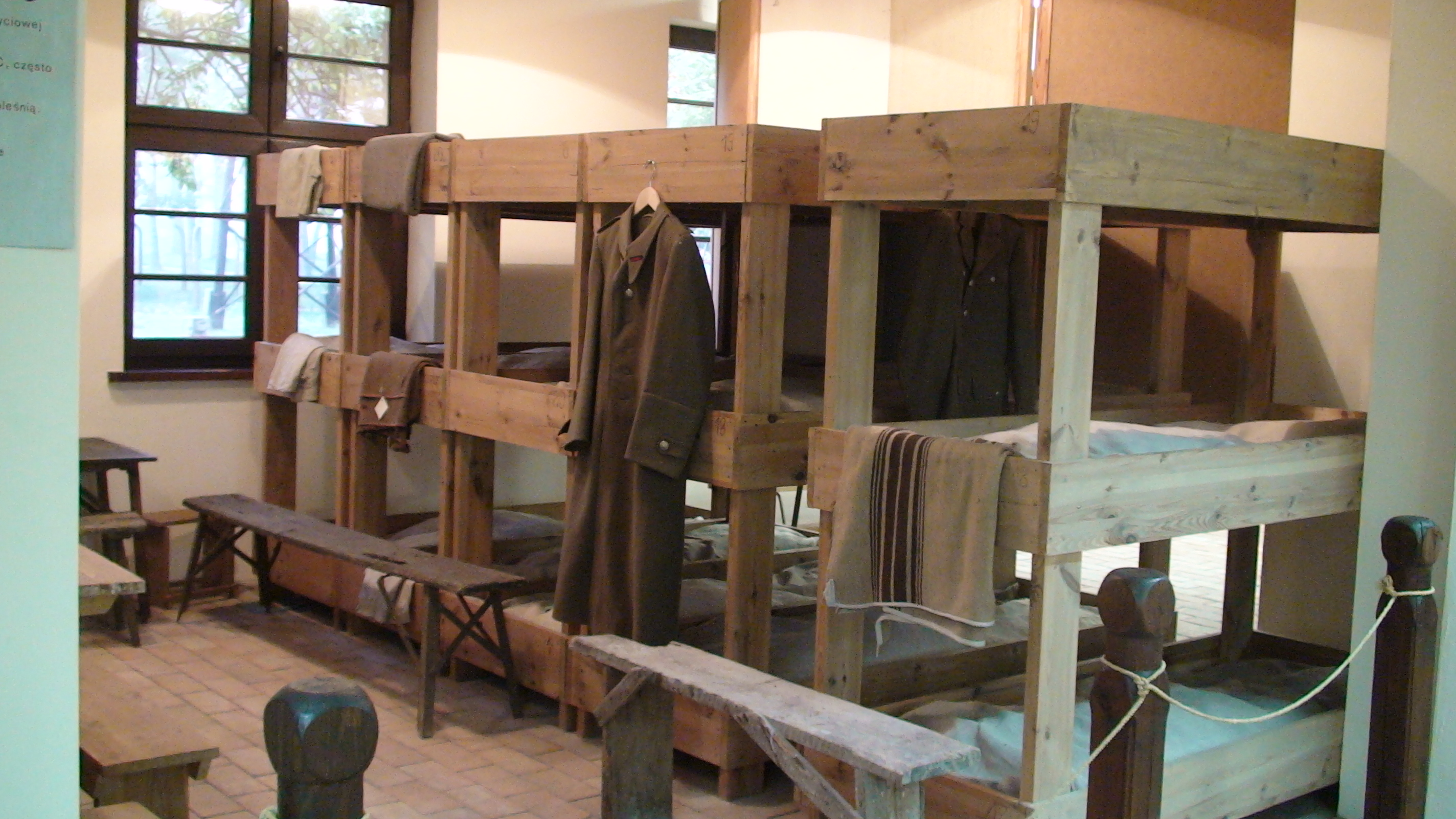
Zrekonstruowane prycze obozowe Oflagu IIc Woldenberg

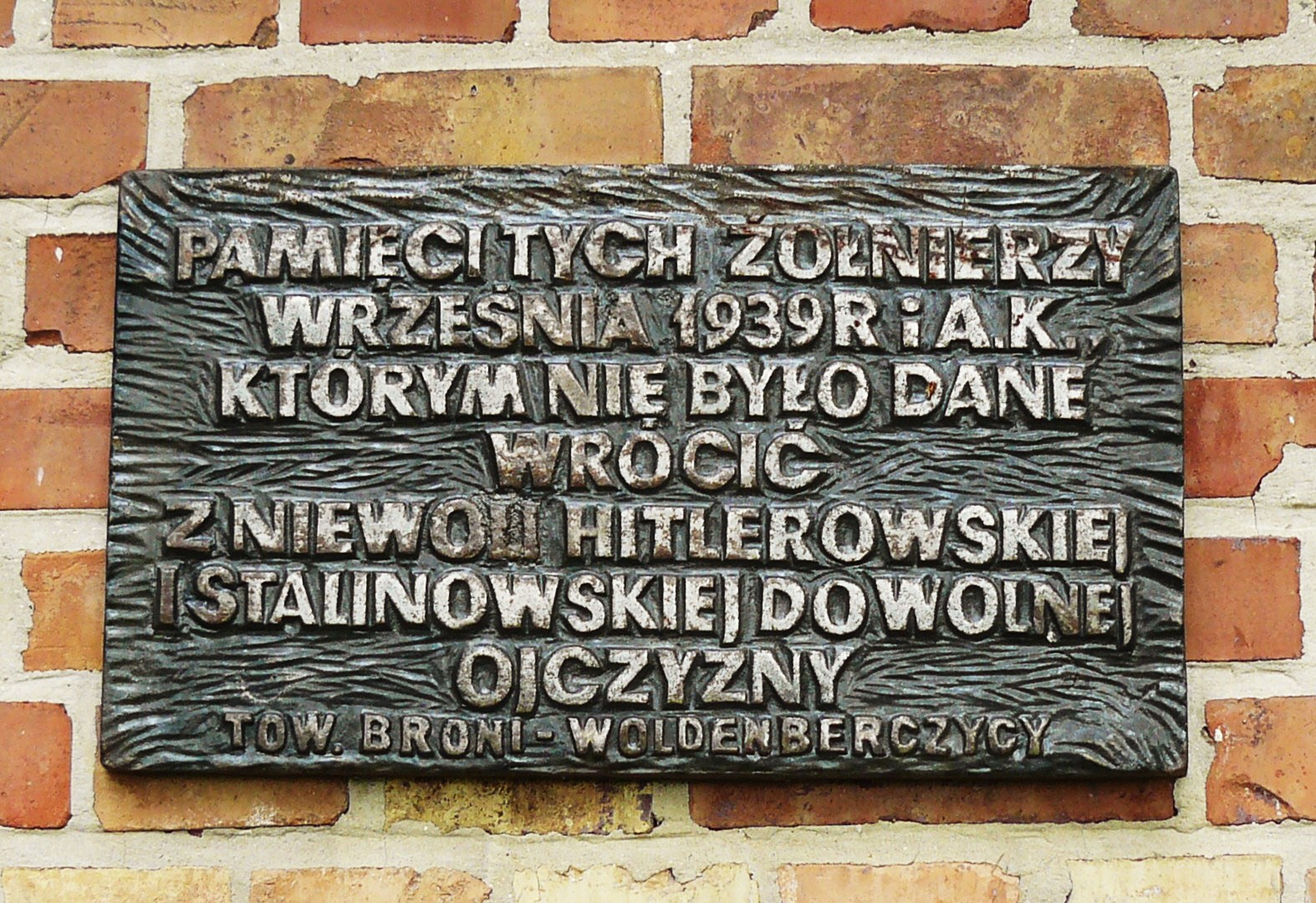
Tablica pamiątkowa

Oflag II C Woldenberg – niemiecki obóz jeniecki w miejscowości Woldenberg (obecnie polski Dobiegniew w woj. lubuskim), przeznaczony dla oficerów Wojska Polskiego (oflag) i ich ordynansów, istniejący podczas II wojny światowej.

## Organizacja obozu
Oflag II C był usytuowany ok. 1 km od miasta Woldenberg (dzisiejszy Dobiegniew). Zajmował powierzchnię ok. 25 ha. Jego budowa, rozpoczęta na przełomie 1939 i 1940, została ostatecznie zakończona w II poł. 1941. Obóz budowało ok. 500 polskich żołnierzy, którzy pomimo ostrej zimy zostali zakwaterowani w drewnianych barakach i pod namiotami. Postawiono 25 murowanych baraków mieszkalnych, przedzielonych na 2 części niewielką prymitywną umywalnią, które były przeznaczone na kwatery dla jeńców oraz 6 budynków przewidzianych na sale wykładowe, pracownie, siedzibę polskiej administracji obozu itp. Ponadto powstały 2 kuchnie oraz budynki przeznaczone na kantynę, salę teatralną, kawiarnię, salę odczytową i zielarnię. Na terenie przedobozia znajdowała się izba chorych, warsztaty naprawcze różnego typu, łaźnia i areszt. Oddzielną część obozu stanowiły budynki komendantury obozu. Cały obóz otoczony był podwójnym płotem z drutu kolczastego o szerokości 2 m i wysokości 2,5 m. Dookoła obozu rozmieszczono 8 wież strażniczych z lekkimi i ciężkimi karabinami maszynowymi, ruchome reflektory oraz aparaty telefoniczne. Poszczególne części obozu także oddzielał od siebie płot z drutu kolczastego. Organizacyjnie Oflag II C Woldenberg dzielił się na 2 części: Obóz „Wschód” („Ost”) i Obóz „Zachód” („West”), a każda z nich na 3 bataliony (każdy liczący ok. 1 tys. jeńców), zaś te na kompanie (po 2 w każdym baraku). VII batalionem nazywano nieoficjalnie przyobozowy cmentarz, znajdujący się poza ogrodzeniem, po południowej stronie obozu (pochowano na nim 56 jeńców zmarłych w czasie działania obozu).
Niemcy sukcesywnie zwozili polskich jeńców z wielu małych oflagów rozsianych po całym terytorium III Rzeszy i terenach do niej włączonych. Pierwsza grupa Polaków licząca 495 oficerów i 172 ordynansów przybyła do obozu 28 maja 1940. Koncentracja jeńców trwała do kwietnia 1942, kiedy przywieziono 800 oficerów z Oflagu X C Lubeka. Wówczas osiągnięto najwyższy stan osobowy w historii obozu – 6740 jeńców, w tym 5944 oficerów i 796 posiadających niższe stopnie wojskowe. W II połowie 1944 w obozie znalazło się 103 oficerów – uczestników powstania warszawskiego.

## Działalność kulturalna
Dla jeńców przybywających w tym i innych obozach z czasem jednym z podstawowych problemów stało się zagospodarowanie czasu wolnego. W skrajnych przypadkach mógł być on jedną z przyczyn załamań psychicznych, obok naturalnej tęsknoty za wolnością, rodziną, domem. Stąd na tej bazie rozwinęła się w obozie bogata działalność kulturalno-oświatowa (kursy nauczycielskie, biblioteki barakowe, koła zawodowe, kluby sportowe), która po pewnym czasie została podporządkowana Komisji Kulturalno–Oświatowej, powołanej przez najstarszego obozu. W jej skład wchodziły 4 Wydziały: Kursów i Kół Naukowych, Imprez Artystycznych, Bibliotek, Wychowania Fizycznego i Sportu. Zajmowała się ona m.in. organizowaniem poszczególnych kursów i zapewnieniem im sal wykładowych, koordynacją prac kół naukowych, przedstawiała plany zajęć niemieckiej komendzie obozu do zatwierdzenia. Naukowcy przebywający w obozie prowadzili seminaria, odczyty, wykłady, np. prof. Kazimierz Michałowski, który w ramach utworzonego przez siebie Instytutu Orientalistycznego prowadził seminarium egiptologiczne. Powstały 4 instytuty językowe, działały liczne koła środowiskowe, m.in. Koło Nauczycielskie, Koło Rolników, Koło Prawników, Koło Socjologów, Koło Spółdzielców, Koło Leśników, Koło Lekarzy Weterynarii. Zorganizowano również 2-letni Nauczycielski Instytut Pedagogiczny oraz Studium Dokształcania Politechnicznego. Ze względu na niedostateczną opiekę stomatologiczną zorganizowano kurs techników dentystycznych. Powstały trzy chóry, orkiestra, 5 drużyn piłki nożnej (Pogoń, Warta, Cracovia, Kresy, Polonia), zespoły siatkówki, koszykówki, boksu. Działała biblioteka, w której oprócz beletrystyki (liczącej około 10 000 tomów), były także działy naukowe, religijny, rolniczy i obcojęzyczne (około 18 000 książek) oraz biblioteka żołnierska – 1 700 woluminów, razem blisko 30 000 woluminów. Na terenie obozu powstały teatry (dwa dramatyczne i jeden kukiełkowy), w których występowali m.in. zawodowi aktorzy: Kazimierz Rudzki, Janusz Ziejewski, Jan Koecher. Działalność artystyczną rozwinęli plastycy, którzy wykonali wiele interesujących prac (znaczki poczty obozowej, obrazy, rzeźby, drzeworyty, biżuteria), prezentowanych następnie na licznych wystawach obozowych. W maju 1942 powołana została do życia Komisja Pocztowa i rozwinął się stały ruch pocztowy. W obozie wychodziła „Gazetka dla Szeregowych” (od połowy 1940 do 13 stycznia 1941), redagowana przez jeńców, a od 14 stycznia 1941 ogólnoobozowa gazeta (również dla oficerów) „Wiadomości Prasowe - Dziennik Obozowy”. W 1944 jeńcy zorganizowali obozowe igrzyska olimpijskie.

## Działalność konspiracyjna

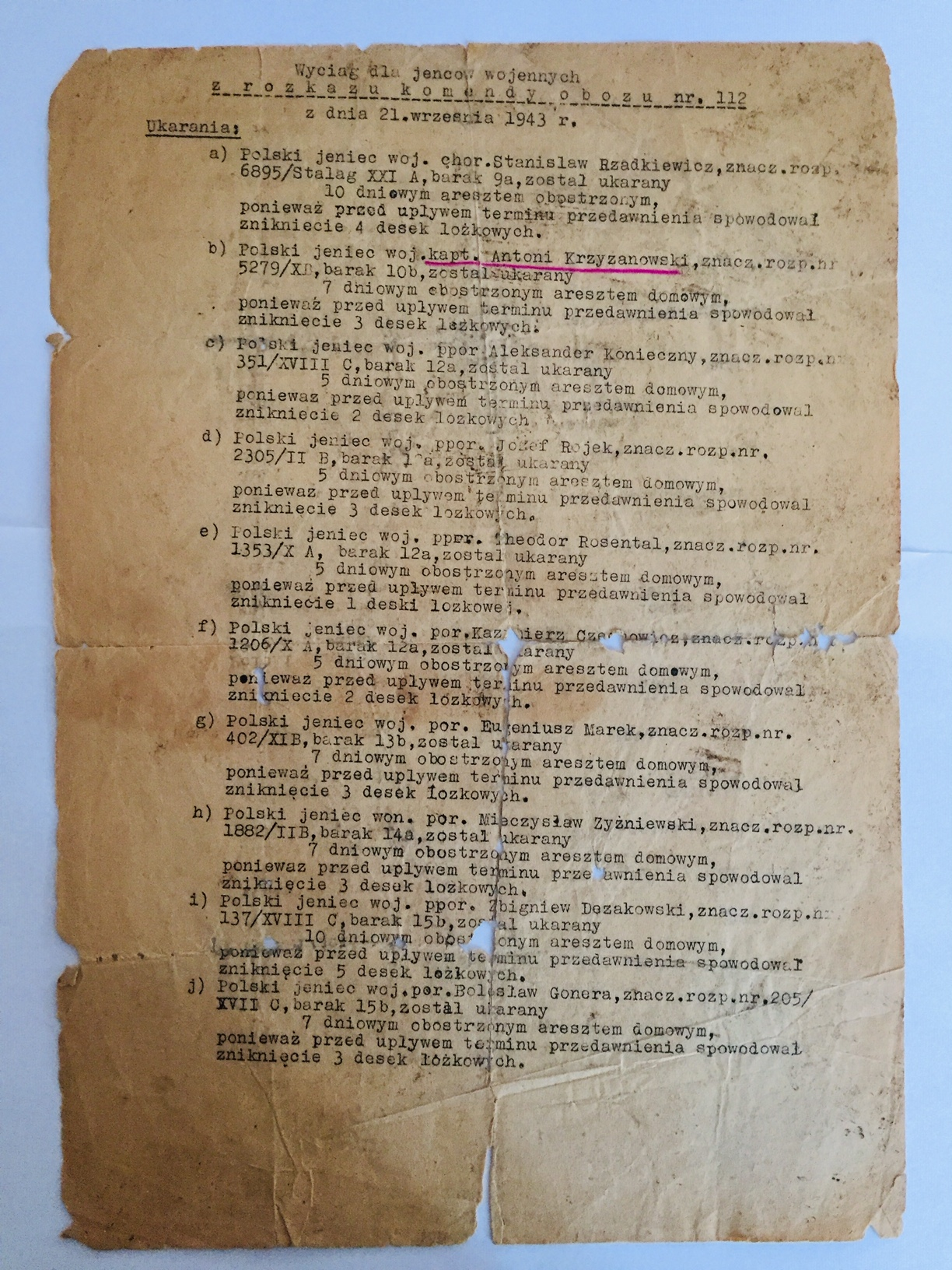
Wyciąg dla jeńców obozu z rozkazu komendy obozu nr 112 z dnia 23 września 1943; podpisany komendant major Dworzak; potwierdzony za zgodność adiutant hauptman Dr Priewe. Kary dla 13 oficerów polskich, od 10 do 5 dni obostrzonego aresztu domowego za spowodowanie zniknięcia desek łóżkowych. Deski służyły jako szalunki w budowanym przez więźniów tunelu ucieczkowym. Kolekcja prywatna - Warszawa.

W obozie niemal od razu rozwinęła się działalność konspiracyjna. Z części dostarczonych przez niemieckich antyfaszystów lub przemyconych przez pracujących poza obozem jeńców zmontowano dwa konspiracyjne odbiorniki radiowe. Powstała konspiracyjna organizacja wojskowa, kierowana początkowo przez płk. I. Misiąga, a od 1942 – przez gen. bryg. Jana Chmurowicza, przybyłego z Oflagu VII A Murnau. Głównym jej celem było podtrzymywanie wśród jeńców woli walki oraz przygotowywanie ucieczek, których było ponad 20, m.in.:
- 28 czerwca 1940 kpt. Jan Mickunas i ppor. Jerzy Fularski zdołali zbiec z obozu[14]. Była to pierwsza udana ucieczka z oflagu w Woldenbergu. Tuż przed zapadnięciem zmroku osłonięci sztucznym tłokiem wskoczyli do głębokiego rowu kanalizacyjnego, dochodząc niepostrzeżenie do ogrodzenia. Następnie podkopali się pod zwojami drutu kolczastego i płotem wychodząc na otwartą przestrzeń poza drutami. Teraz dopiero zauważyli ich wartownicy z wież strażniczych i otworzyli ogień z broni maszynowej. Zbiegli jeńcy zniknęli w zapadających ciemnościach. W ślad za nimi wyruszyły patrole z psami, ale wróciły bez rezultatu. W obozie zapanowała ogólna radość: „pierwsze zwycięstwo po kapitulacji Francji!”[15]. „Opuściliśmy obóz bez pożegnania towarzyskiego, za to żegnani ogniem trzech budek wartowniczych”, tak relacjonował kpt. Mickunas ucieczkę z oflagu we wspomnieniach[16].
- 19 marca 1942 miała miejsce udana ucieczka 5 jeńców (kpt. Zdzisław Pacak-Kuźmirski, por. Jerzy Kleczkowski, por. Kazimierz Nowosławski, por. Edward Madej i ppor. Zygmunt Siekierski), których wyprowadził z obozu kpt. Pacak-Kuźmirski wraz z „konwojentem”, ppor. Siekierskim, który został przebrany w mundur wartownika i uzbrojony w drewnianą imitację karabinu typu Mauser[17].

Ogółem uciekło z obozu 34 oficerów i szeregowych.
- W marcu 1942 Niemcy odkryli podkop w baraku 24B, przygotowywany od kilku miesięcy przez grupę 66 oficerów i szeregowych. Podkop wykonywano na głębokości 4 metrów, zaopatrzono w oświetlenie elektryczne, szalunki i wentylację. Ze względu na groźbę zastosowania odpowiedzialności zbiorowej, jako organizatorzy podkopu ujawniło się 8 oficerów, wybranych losowo. Ponieśli oni odpowiedzialność jedynie za zniszczenie mienia (m.in. deski na szalunki z prycz) w postaci obostrzonego aresztu.
- W 1943 miała miejsce największa próba ucieczki. Wykopano tunel z najbliższego baraku w stronę drutów. Około 150 oficerów było przygotowanych do ucieczki, niestety tunel został odkryty na kilka metrów przed ukończeniem.

W 1944 na terenie obozu zorganizowano w porozumieniu z jeńcami obozu II D Gross-Born konspiracyjny batalion wchodzący w skład organizacji Odra i składający się z jeńców pracujących poza obozem. W wypadku posuwania się ofensywy radzieckiej na zachód miał on organizować dywersję na tyłach wojsk niemieckich. W obozie rozwinęły podziemną działalność także różne ugrupowania polityczne, będące odpowiednikami działających w kraju przed wojną i podczas wojny partii politycznych. Nowym ugrupowaniem było natomiast Dobrowolne Zrzeszenie Wolnych Obywateli Nie Skompromitowanych Politycznie (DZWON).
Pod koniec 1944 podjęto tajne przygotowania do opanowania obozu w wypadku opuszczenia go przez Niemców z chwilą zbliżania się frontu. Jednakże nie doszło do tego. Niemcy ewakuowali obóz w dwóch grupach: 25 stycznia 1945 jeńcy z obozu Zachód i po tej dacie z obozu Wschód. Ci drudzy zostali wyzwoleni 30 stycznia 1945 r. przez wojska radzieckie w majątku Dziedzice pod Barlinkiem.
Na terenie obozu istniał tzw. „Uniwersytet Woldenberski”.

## Ewakuacja
24 stycznia 1945 niemieckie władze oflagu II C Woldenberg otrzymały zarządzenie o postawieniu obozu w stan gotowości marszowej. W godzinach porannych następnego dnia rozpoczęła się ewakuacja. Sformowano dwie kolumny: „Wschód” (I, II i III bataliony) i „Zachód” (IV, V i VI bataliony). Na miejscu pozostało 153 chorych pod opieką polskiego lekarza. Początkowym celem ewakuacji miał być Kostrzyn (niem. Küstrin), ostatecznie skierowano się w kierunku Szczecina. Późnym wieczorem kolumna „Wschód” dotarła do Tuczna (niem. Schönrade), a „Zachód” do Żabicka (niem. Seegenfelde). Wskutek trudności aprowizacyjnych pozostawały tam przez dwa dni. 28 stycznia wieczorem kolumna „Wschód” osiągnęła kolejno Niesporowice (niem. Hasselbusch), Barlinek (niem. Berlinchen), by ostatecznie zatrzymać się w Dziedzicach (niem. Deetz), gdzie 30 stycznia ok. 3 tys. jeńców odzyskało wolność.
Losy kolumny „Zachód” potoczyły się odmiennie. Z braku miejsca w Żabicku IV batalion skierowano do Bobrówka (niem. Breitenstein), gdzie 30 stycznia po opuszczeniu go przez niemiecką eskortę doczekał wolności. Dwa pozostałe bataliony eskorta doprowadziła do Szczecina. Ostatecznie dotarły 10 marca w okolice Hamburga, do Oflagu X D Hamburg–Fischbeck z jeńcami belgijskimi, a następnie po 5 tygodniach, 27 kwietnia, była ewakuowana pod Lubekę, do miejscowości Pöhls, gdzie po trzech miesiącach jeńcy doczekali zakończenia wojny i wolności.
W czasie oswobadzania jeńców w Deetz przez Armię Czerwoną doszło do tragedii. Czołg z radzieckiej czołówki pancernej oddał strzał do stodoły, w której przebywała grupa jeńców. Od wybuchu rozpryskowego pocisku poległo i zostało rannych ok. 50 osób. Spoczywają w większości na cmentarzu w Dziedzicach, oraz w Barlinku i Gorzowie.

## Jeńcy
Lista polskich oficerów więzionych w Oflagu II C Woldenberg opracowana w maju 2010 przez Lubuskie Towarzystwo Genealogiczne zawiera 5391 nazwisk. Stowarzyszenie Woldenberczyków uzupełniło tę listę o kolejnych 66 nazwisk jeńców, żołnierzy Wojska Polskiego.
Oficerowie pełniący funkcję (naj)starszego obozu
- płk Stanisław Engel (V–VI 1940)
- płk piech. Ignacy Misiąg (VI 1940 – 15 XII 1941; zmarł 24 I 1942)
- płk piech. Stefan Leon Biestek (15 XII 1941 – 15 VIII 1942)
- płk Wacław Szalewicz (15 VIII 1942 – 31 III 1944)
- płk art. Wacław Młodzianowski (1 IV 1944 – 30 I 1945)

Wybrani oficerowie przebywający w oflagu
- gen. bryg. Jan Chmurowicz, dowódca obrony Przemyśla, konspiracyjny komendant obozu
- kontradm. Józef Unrug, dowódca Obrony Wybrzeża, późniejszy wiceadm. PSZ na Zachodzie
- płk dypl. Witold Dzierżykraj-Morawski, szef sztabu Armii „Karpaty” i Armii „Małopolska”, starszy obozu „West”, zamordowany w obozie koncentracyjnym Mauthausen
- płk dypl. Andrzej Kunachowicz, dowódca 20 Pułku Ułanów im. Króla Jana III Sobieskiego
- płk Walenty Nowak, dowódca 48 Pułku Piechoty Strzelców Kresowych, późniejszy generał brygady LWP
- płk dypl. Jan Rzepecki, szef Biura Informacji i Propagandy KG AK, uczestnik powstania warszawskiego
- płk dypl. Stanisław Rola-Arciszewski, dowódca broni pancernej w Armii „Łódź”
- płk Antoni Sanojca, zastępca szefa sztabu KG AK do spraw organizacyjnych, uczestnik powstania warszawskiego
- płk Adam Sawczyński, dowódca artylerii dywizyjnej 41 Dywizji Piechoty (rezerwowej)
- płk dypl. Józef Szostak, szef Sztabu KG AK, uczestnik powstania warszawskiego
- płk Czesław Szystowski, późniejszy generał brygady LWP, szef sztabu Dowództwa Wojsk Lądowych
- płk Stefan Zielke, dowódca artylerii dywizyjnej 38 DP rez.
- płk Józef Werobej, dowódca 9 Dywizji Piechoty
- płk Jan Stefan Woźniakowski, dowódca 22 pułku artylerii lekkiej
- kmdr Włodzimierz Steyer, kierował obroną Półwyspu Helskiego, po wojnie kontradmirał, dowódca Marynarki Wojennej
- kmdr por. Adam Mohuczy, uczestnik obrony Helu, po wojnie kontradmirał, szef Sztabu Głównego Marynarki Wojennej i pełniący obowiązki Dowódcy Marynarki Wojennej
- ppłk dypl. Franciszek Herman, zastępca szefa Oddziału II KG AK do spraw wywiadu ofensywnego, uczestnik powstania warszawskiego, późniejszy generał brygady LWP,  szef sztabu dowódcy Wojsk Lądowych
- ppłk dypl. Władysław Brzozowski, dowódca 18 Dywizjonu Artylerii Ciężkiej
- ppłk dypl. Włodzimierz Brayczewski, dowódca 14 Pułku Piechoty
- kmdr ppor. Ludwik Ciszewski, Komendant Centrum Wyszkolenia Specjalistów Floty, zmarł w niewoli
- ppłk dypl. Jan Berek, dowódca 3 Pułku Piechoty Legionów
- ppłk Edward Bagieński, dowódca 1 Pułku Artylerii Ciężkiej
- ppłk Karol Chrobaczyński, dowódca 72 Pułku Piechoty
- ppłk Rudolf Józef Matuszek, dowódca 16 Pułku Piechoty „Ziemi Tarnowskiej”
- mjr Jan Guderski
- mjr Wacław Brzozowski
- mjr Mieczysław Duch, dowódca Batalionu Marszowego 21 Pułku Piechoty „Dzieci Warszawy”
- mjr Józef Herzog
- mjr Ksawery Floryanowicz, późniejszy generał brygady LWP
- mjr Franciszek Jamka-Koperski, dyrektor biblioteki obozowej
- mjr Feliks Miklas, dowódca III batalionu 43 Pułku Piechoty Legionu Bajończyków
- mjr Jan Nawrat, dowódca III batalionu 63 Pułku Piechoty wchodzącego w skład 4. Dywizji Piechoty Armii Pomorze
- mjr Juliusz Levittoux, major saperów, uczestnik obrony Warszawy
- mjr Stefan Chosłowski, powstaniec wielkopolski, w wojnie polsko-bolszewickiej dowódca 69 Pułku Piechoty, we wrześniu 1939 r. dowódca Batalionu Wartowniczego Nr 73 w ramach 25 Dywizji Piechoty
- mjr dypl. Jan Baran Bilewski, członek rady obozowej, w 1944 roku był organizatorem olimpiady obozowej
- kpt. dypl. Stanisław Świnarski, późniejszy generał brygady LWP
- kpt. Zbigniew Braniecki, KOP Sienkiewicze, obrońca Helu, szef sztabu baonu Hel
- kpt. Stanisław Łoza, w kampanii wrześniowej w 1939 r. był kierownikiem kancelarii sztabu Armii „Poznań”[26]
- kpt. dypl. Józef Kuropieska, późniejszy generał broni LWP, poseł na sejm
- kpt. mar. Robert Kasperski, dowódca trałowca ORP „Żuraw”, późniejszy więzień polityczny skazany w 1951 na karę śmierci za tzw. spisek komandorów
- kpt. mar. Stanisław Mieszkowski, obrońca Helu, dowódca ORP Generał Haller, późniejszy więzień polityczny skazany w 1951 na karę śmierci za tzw. spisek komandorów
- kpt. mar. Zbigniew Przybyszewski, obrońca Helu, dowódca Baterii im. H. Laskowskiego, późniejszy więzień polityczny skazany na karę śmierci za tzw. spisek komandorów
- kpt. mar. Jerzy Staniewicz, obrońca Helu, późniejszy więzień polityczny skazany na karę śmierci za tzw. spisek komandorów
- kpt. mar. Marian Wojcieszek, dowódca 2 Morskim Dywizjonu Artylerii Przeciwlotniczej, skazany w ramach tzw. „spisku komandorów”, na karę dożywotniego więzienia
- kpt. mar. Zbigniew Kowalski, I oficer artyleryjski ORP „Wicher”, dowódca 44 baterii w obronie Helu, późniejszy komandor
- kpt. Franciszek Oleszczuk, dowódca 9 baterii 14 Pułku Artylerii Lekkiej
- kpt. Zdzisław Pacak-Kuźmirski, jeden z dowódców obrony Woli we wrześniu 1939 r.
- kpt. Franciszek Dąbrowski, zastępca komendanta Wojskowej Składnicy Tranzytowej na Westerplatte, dowódca obrony Westerplatte
- kpt. Michał Muszynski, obrońca Warszawy
- kpt. Mieczysław Sylwester Bobrownicki-Libchen, legionista I Brygady, obrońca Warszawy 1939
- kpt. Eugeniusz Władysław Konopski, dowódca 1 kompanii saperów 18 Batalionu Saperów przy 18 Dywizji Piechoty WP
- kpt. Kazimierz Kowalik, dowódca 10 baterii 27 Pułku Artylerii Lekkiej
- kpt. Bolesław Żarczyński, dowódca 2 plutonu żandarmerii w Helu – Morski Dywizjon Żandarmerii
- por. mar. pil. Kazimierz Kraszewski, oficer MDLot, obrońca Helu, skazany w ramach tzw. „spisku komandorów”, na karę dożywotniego więzienia

- por. Włodzimierz Krzywoszyński, poseł na Sejm IV kadencji II Rzeczypospolitej.
- por. Wiktor Ziemiński, późniejszy generał broni LWP, główny kwatermistrz Wojska Polskiego
- por. rez. Mieczysław Woźnicki, inżynier łączności, nauczyciel
- por. rez. Henryk Samborski, radca prawny, Dowództwo Obrony Warszawy, garnizon łączności
- por. Stanisław Bes
- por. mar. Aleksander Kadulski ps. "Amor" - członek załogi ORP Wicher, obrońca Helu, członek plutonu "R"
- ppor. Władysław Bes
- ppor. Zbigniew Michalski, późniejszy generał brygady LWP
- ppor. Zygmunt Grodecki, elektryk, Teatr Kukiełek
- ppor. Józef Łopaciuk, nr 309, barak 6b, nauczyciel, w powojennej Polsce dyrektor Szkoły w Starachowicach
- ppor. Roman Paszkowski, pilot, późniejszy generał broni LWP, dowódca Wojsk Obrony Powietrznej Kraju (1967–1976)
- ppor. Otton Roczniok, późniejszy generał brygady LWP
- ppor. Kręcki Tomasz, dowódca 3 komp. 1 bat. 360 pp (obrońca Warszawy)
- ppor. Zdzisław Kręgielski, dowódca placówki „Przystań” podczas obrony Westerplatte
- ppor. mgr inż. Henryk Rosłan, podporucznik saperów
- ppor. rez. mar. mgr inż. Wincenty Zawiasa
- ppor. Mieczysław Uniejewski – obrońca Helu w kampanii wrześniowej, uczestnik polskiego ruchu oporu w czasie II wojny światowej oraz jeden z dowódców warszawskiego oddziału Organizacji Specjalnych Akcji Bojowych „OSA”.
- ppor. Eugeniusz Skupiński, dowódca plutonu kolarzy 18 Pułku Piechoty, nauczyciel
- ppor. rez. Otton Duda, oddział saperów w Armii Kraków, Sztygar z Górnego Śląska
- ppor. Ryszard Koncewicz, uczestnik obrony Warszawy, sportowiec
- ppor. rez. 23 p.p. Bolesław Zając, dowódca plutonu łączności, nauczyciel z Jędrzejowa
- ppor. mar. Janusz Staliński
- ppor. rez. Jan Święcicki, lekarz weterynarii
- ppor. rez. Adam Uziembło, późniejszy generał brygady LWP
- ppor. Franciszek Martyński
- ppor. rez. Leon Wiewiórski
- ppor. mar. Wacław Krzywiec, dowódca 24 baterii półstałej 2 MDAPlot na Helu, skazany w ramach tzw. „spisku komandorów”, na karę dożywotniego więzienia
- ppor. Franciszek Antoniewski, 59 pp Wielkopolskiej w Inowrocławiu, po wojnie dyrektor i nauczyciel w szkole podstawowej w Rożnowie koło Obornik

Duchowni
- ks. kapelan Józef Węcki – kapelan obozowy od 21 listopada 1941
- ks. kapelan Antoni Walocha – kapelan obozowy

Inni
- Kazimierz Rudzki, aktor
- prof. Kazimierz Michałowski, archeolog, egiptolog
- Jerzy Kondracki, profesor Uniwersytetu Warszawskiego, geograf
- Kazimierz Świtalski, premier w okresie II Rzeczypospolitej
- prof. Jerzy Hryniewiecki, architekt
- prof. Stanisław Horno-Popławski, rzeźbiarz
- Witold Nowacki, profesor Politechniki Gdańskiej i Warszawskiej
- dr Jerzy Młodziejowski, geograf
- dr Witold Starkiewicz, lekarz
- dr Włodzimierz Osyczka, lekarz weterynarii
- dr Innocenty Libura, pedagog, dr filozofii
- sędzia Zdzisław Plewako, uczestnik obrony Warszawy – sędzia wojskowy, do wojny sędzia w Radomiu, i sądu apelacyjnego w Lublinie, po wojnie adwokat w Warszawie
- Adam Rapacki, późniejszy minister spraw zagranicznych PRL
- Adam Żebrowski, późniejszy pierwszy ambasador PRL w Japonii
- Stanisław Strugarek, dziennikarz
- Stefan Flukowski, poeta
- Marian Brandys, prozaik, reportażysta, dziennikarz
- kpt. Jan Mickunas, jeździec, trener
- Karol Górski, historyk, profesor UMK
- Stefan Pietrusiewicz, minister budownictwa i przemysłu materiałów budowlanych w drugim rządzie Józefa Cyrankiewicza
- prof. Jan Bogusławski, architekt, Generalny Projektant Odbudowy Zamku w Warszawie
- Witalis Ludwiczak, hokeista, olimpijczyk, profesor nauk prawnych
- prof. Wiktor Gorzelany, chemik, profesor Politechniki Szczecińskiej

Oficerowie polegli lub zmarli z ran w miejscowości Deetz
1. Balkowski Zygmunt, kpt. sł. st. piechoty, dowódca 3 ckm/26 pp
2. Chorowicz Jan, ppor.
3. Dąbkowski Tadeusz, ppor. (por.?) marynarki
4. Hulanicki Jeremi, ppor. marynarki
5. Jabłoński Witold II, mjr dypl. kawalerii, sztab Armii „Łódź” (*)
6. Jakubowski Lucjusz, ppor. marynarki
7. Jougan Alfred Maria, kpt. marynarki, dowódca Oddziału Kutrów (obrona Helu)
8. Juściński Czesła Marian, rtm. kawalerii, dowódca 4/17 p.uł.
9. Kaczmarek Bernard Antoni, por. rez. kawalerii, dowódca pocztu 7 psk
10. Kajda Walerian, ppor. rez. kawalerii, dowódca I /szw. kolarzy / 7 psk
11. Klonowski Józef, por. rez. kawalerii, dowódca II /2/ 15 p.uł.
12. Kluczewski Roman, ppor.
13. Konasiewicz Tadeusz Stanisław, kpt. sł. st. piechoty, kmdt KG 2 DP Leg.
14. Kycia Michał Franciszek, kmdr ppor., oficer Flotylli Pińskiej
15. Sielanka Józef, kpt. marynarki, inż., obrońca Helu
16. Siwicki Kazimierz, kpt. marynarki, inż., obrońca Helu
17. Skowroński Brunon, ppor. sł. st., obserwator 4 p.lot.
18. Strupczewski Jan, por. marynarki, inż., obrońca Helu
19. Strzyżewski Narcyz, ppor. (por?) marynarki, LOW
20. Wąsowicz Stanisław, dr, kmdr, ppor. sł. st., lekarz Marynarki Wojennej
21. Łapawa Jan, chor. marynarki[27]

## Upamiętnienie i muzeum oflagu Woldenberg

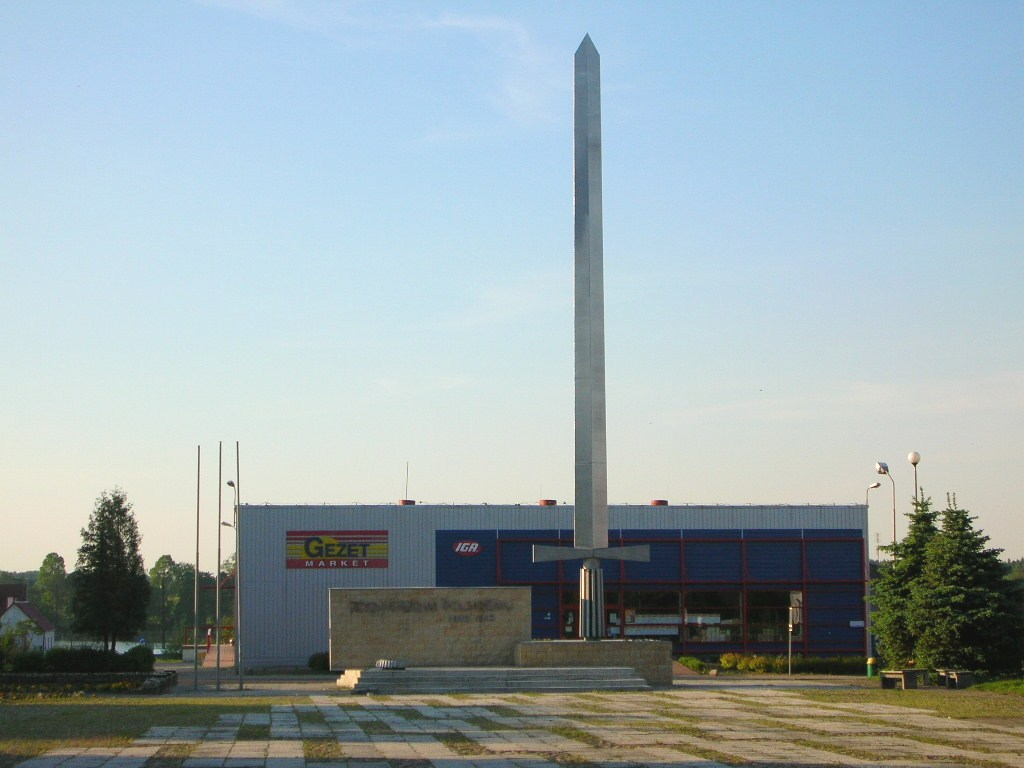
Pomnik Czynu Żołnierskiego w Dobiegniewie, na placu pchor. Tadeusza Starca z 1979; stan z 2006

Po wojnie powstał „Klub Woldenberczyków” przy Zarządzie Okręgowym ZBoWiD w Krakowie.
1 września 1963 otwarto Szkołę Podstawową w Dobiegniewie, której nadano imię Pomnik Tysiąclecia im. ZBoWiD, obecna nazwa: Szkoła Podstawowa im. Żołnierzy Września - Woldenberczyków.
13 kwietnia 1967 Ministerstwo Obrony Narodowej PRL zatwierdziło odznaczenie Orderem Virtuti Militari jeńców obozu; pierwotnie o odznaczenie bojowe uczestników ucieczek z obozu II C wnioskował Najstarszy Obozu II C Woldenberg, płk. Wacław Szalewicz, kierując wniosek do gen. Juliusza Rómmla. Krzyż Złoty Orderu Virtuti Militari otrzymali: por. Zdzisław Pacak-Kuźmirski, ppor. Roman Okuszko; Krzyż Srebrny Orderu Virtuti Militari pośmiertnie otrzymali: por. Stanisław Bes, ppor. Kazimierz Ciarkowski, ppor. mar. Józef Grymaszewski, ppor. Jerzy Kleczkowski, ppor. Edward Madej, ppor. Kazimierz Nowosławski, kpt. mar. Zbigniew Przybyszewski, ppor. Zygmunt Siekierski, kpr. pchor. Tadeusz Starzec; Krzyż Srebrny Orderu Virtuti Militari otrzymali żyjący: ppor. Władysław Bes, ppor. Jerzy Fularski, ppor. Julian Głuszek, ppor. lek. wet. Aleksander Gostyński, ppor. Józef Kaplinowski, ppor. Wacław Kotański, ppor. Zdzisław Kuraś, kpt. Jan Mickunas, ppor. Władysław Mosakowski, ppor. Roman Paszkowski, kpt. Jan Szatowski, por. Leszek Szopski, kpt. Bolesław Żarczyński, por. Karol Żywociński.
2 września 1979 odsłonięto pomnik Czynu Żołnierskiego na placu pchor. Tadeusza Starca w Dobiegniewie, upamiętniający żołnierzy II wojny światowej.
24 października 1981 odsłonięto pamiątkową tablicę na symbolicznej mogile, znajdującej się na dawnym cmentarzu przy obozie.
W 1987 z inicjatywy byłych jeńców zostało otwarte w Dobiegniewie Muzeum Woldenberczyków, które mieści się w jednym z byłych baraków niemieckiej komendantury obozu. Powierzchnia ekspozycji muzealnej wynosi ok. 400 m². W jego zbiorach znajdują się oryginalne pamiątki z czasu niewoli, podarowane przez Woldenberczyków (ok. 2459 eksponatów i kilkadziesiąt depozytów) oraz niektóre elementy wyposażenia obozowego m.in. drzwi pochodzące z aresztu obozowego, płyty nagrobne z cmentarza obozowego, prawa strona ołtarza z kaplicy obozowej – płaskorzeźba wykonana przez prof. Stanisława Horno-Popławskiego. W latach 2019–2022 zmodernizowano i rozbudowano muzeum, dzięki realizacji projektu pn. „Przebudowa i rozbudowa Muzeum Woldenberczyków na rzecz rozwoju transgranicznej współpracy turystycznej”.
W 1994 została powołana w Dobiegniewie Fundacja Woldenberczyków, której zadaniami jest wspieranie działalności Muzeum Woldenberczyków w Dobiegniewie oraz szkół podstawowych mających za patronów woldenberczyków w Dobiegniewie i Dziedzicach oraz ochrona miejsc pamięci narodowej, związanych z działalnością i pobytem Woldenberczyków na Ziemi Gorzowskiej. Fundacja przyznaje też jednorazowe nagrody i stypendia dla młodzieży szkolnej i studentów z terenu Dobiegniewa i Dziedzic. Fundacja zakończyła działalność w 2019.
Rodziny jeńców Oflagu II C oraz osoby sympatyzujące z patriotyczną spuścizną obozu zrzesza Stowarzyszenie Woldenberczyków, zarejestrowane w 2001. Jego cele są następujące:
- upowszechnianie tradycyjnych wartości patriotyczno-wychowawczych ze szczególnym uwzględnieniem postaw żołnierzy września 1939 – „Woldenberczyków”,
- udział w sprawowaniu opieki nad pamiątkami po „Woldenberczykach” na terytorium całego kraju, a w szczególności w województwie lubuskim (pomniki, cmentarze, tablice pamiątkowe, szkoły, muzea),
- udzielanie pomocy Fundacji „Woldenberczyków”,
- upowszechnianie wiedzy historycznej w odniesieniu do drugiej wojny światowej,
- prowadzenie działalności w zakresie integracji społecznej i kontynentalnej zmierzającej do pojednania społeczności międzynarodowej.

Stowarzyszenie działa w oparciu o własny statut, jego Zarząd składa się z 7 osób. Stowarzyszenie prowadzi stronę internetową: www.woldenberczycy.pl
We wrześniu 2008 w Dobiegniewie odbył się I Zjazd Rodzin Woldenberczyków, jako kontynuacja wcześniejszych zjazdów Woldenberczyków.
2 września 2009 na placu pchor. Tadeusza Starca odsłonięto Pomnik Woldenberczyka.